# Rio Onilahy

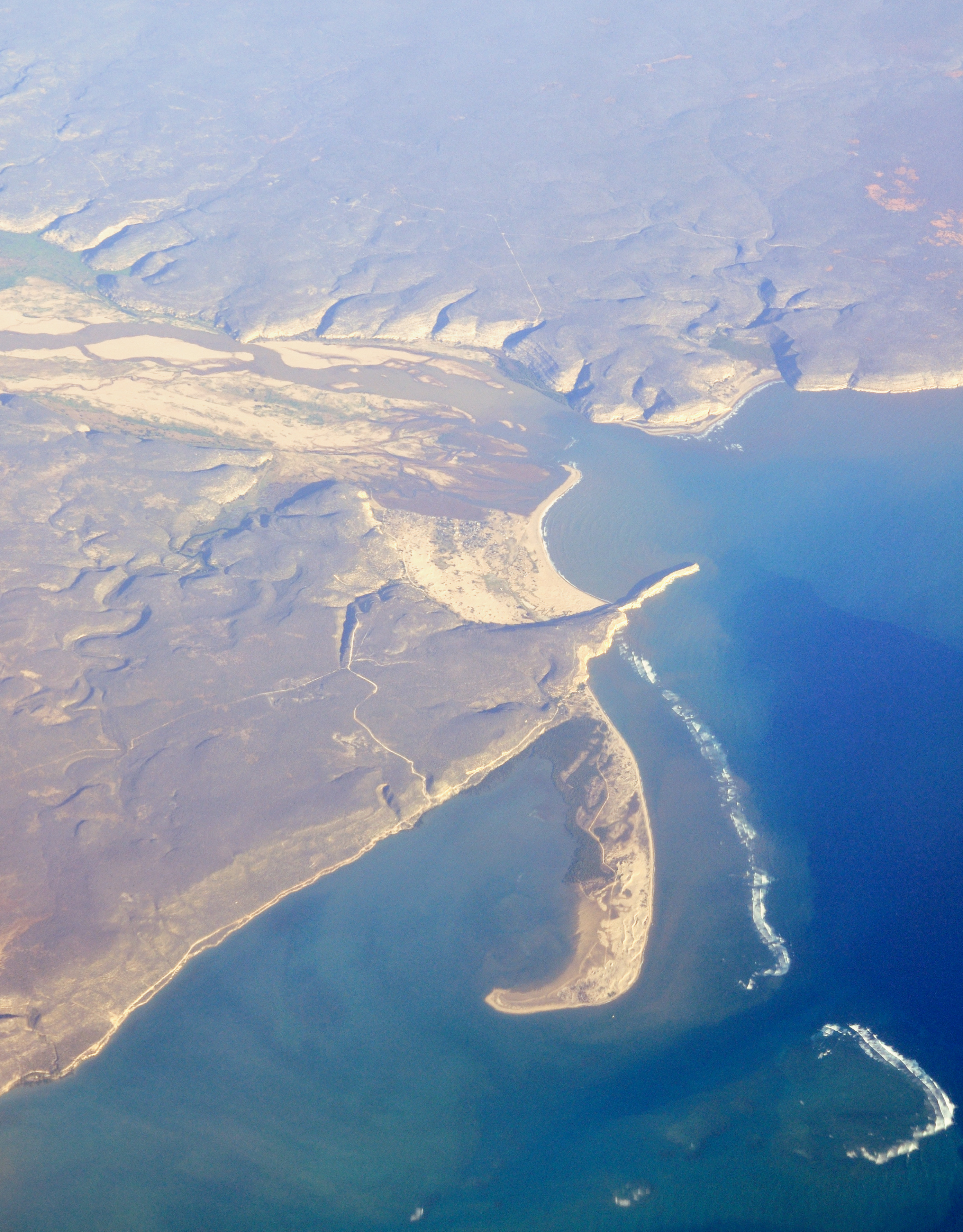
Estuario do rio Onilahy

O rio Onilahy é um rio na província de Toliara, no sul de Madagáscar. Corre das colinas perto de Betroka para o canal de Moçambique.